# Stoliarov
Stoliarov (del ruso: Столяров) es un jútor del raión de Otrádnaya del krai de Krasnodar, en Rusia. Está situado en la orilla izquierda del río Urup, afluente del Kubán, frente a Udobnaya, 19 km al sur de Otrádnaya y 223 km al sureste de Krasnodar, la capital del krai. Tenía 9 habitantes en 2010.
Pertenece al municipio Udobnienskoye.